# Antonov An-3
Antonov An-3 je turbopropelerska verzija Antonova An-2. Uporablja se kot večnamensko STOL letalo. Prvi let je bil 13. maja 1980, vendar so testiranje končali šele leta 1991. An-3 je en izmed redkih dvokrilnikov s turbopropelerskim pogonom. An-3 naj bi bil naslednik legendarnega An-2, vendar se An-3 zelo slabo prodaja.

## Specifikacije (An-3T)
Podatki iz Antonov An-2
Splošne značilnosti
- Posadka: 2
- Število sedežev: 1800 kg tovora
- Dolžina: 14 m (45 ft 11 in)
- Razpon kril: 18,176 m (59 ft 8 in)
- Višina: 4,235 m (13 ft 11 in)
- Površina kril: 71,51 m2 (769,7 sq ft)
- Maks. vzletna teža: 5.800 kg (12.787 lb)
- Pogon letala: 1 × Glušenkov TVD-20-03 Turboprop, 1,010 kW (1,354 hp)

Zmogljivost
- Maks. hitrost: 260 km/h (162 mph; 140 kn)
- Potovalna hitrost: 220 km/h (137 mph; 119 kn) na všini 2000m (6560ft)
- Doseg: 550 km (342 mi; 297 nmi) s 1500kg tovorom
- Višina leta: 4.400 m (14.436 ft)
- Hitrost vzpenjanja: 5 m/s (980 ft/min)
- Obremenitev kril: 81 kg/m2 (17 lb/sq ft)
- Razmerje moč/teža: 0,174kW/kg